# Vittorio Ramello
Vittorio Ramello (Asti, 2 agosto 1902 – Torino, 12 ottobre 1978) è stato un calciatore italiano, di ruolo centrocampista.

## Carriera
Dopo aver disputato 14 gare con il Pastore Torino nel campionato di Prima Divisione 1922-1923, l'anno successivo passa al Torino facendo il suo esordio in campionato con i granata il 9 dicembre 1923 e collezionando una sola presenza, nella gara Torino-Spezia 2-1.
Nella stagione successiva viene acquistato dall'Alessandria e poi arriva il passaggio alla Reggiana, dove disputa due campionati (nel primo 14 gare, una nel secondo). Nel campionato 1928-1929 gioca con il Napoli scendendo in campo in 16 occasioni e realizzando una doppietta il 28 ottobre 1928 nella gara vinta 7-2 sulla Fiorentina.
Nella stagione 1929-1930 milita nel Vomero.